# لي جاي إيك
لي جاي إيك (مواليد 21 مايو 1999) هو لاعب كرة قدم كوري جنوبي لعب سابقاً في [[نادي الريان].

## روابط خارجية
- لي جاي إيك على موقع دوري كوريا الجنوبية (الإنجليزية)
- لي جاي إيك على موقع قاعدة بيانات كرة القدم.إي يو (الإنجليزية)
- لي جاي إيك على موقع Soccerway.com (الإنجليزية)
- لي جاي إيك على موقع عالم كرة القدم.نت (الإنجليزية)